# Баландино (Черкасская область)
Бала́ндино (укр. Баландине) — село в Каменском районе Черкасской области Украины.
Население по переписи 2001 года составляло 1070 человек. Почтовый индекс — 20843. Телефонный код — 4732.

## Местный совет
20843, Черкасская обл., Каменский р-н, с. Баландино, ул. Шевченка, 21.